# Gabriel Monod von Froideville
Gabriel Monod von Froideville (* 11. März 1711, Froideville (Ballens; Bern); † 3. September 1758 in Frankfurt an der Oder) war ein königlich-preußischer Generalmajor und Kommandeur des Dragoner-Regiments Nr. 6, zudem Ritter des Ordens Pour le Mérite sowie Erbherr von Urschlau, Caunitz, Briese, Bartsch und Kullmer in Schlesien.
Seine Eltern stammten aus dem Schweizer Kanton Bern. Sein Vater war Gabriel Monod von Froideville (1669–1753) der Herr von Ballens und Yens. Seine Mutter war Susanne von Crousaz (1679–1765), die zweite Frau seines Vaters. Sein Bruder Franz Isaak von Froideville war ebenfalls preußischer Generalmajor und noch weitere Brüder waren preußische Militärs.

## Leben
Er studierte zunächst in Lausanne und diente 1727–1729 als Freiwilliger im Constansschen Regiment Schweizer zu Fuss der Niederlande. Im Jahr 1730 trat er dann in Dresden als Freiwilliger der sächsischen Armee bei und wurde am 17. August 1731 dort entlassen. Danach avancierte er bei der sächsischen Kavallerie am 19. September 1731 als Kornett im Kürassier-Regiment Nassau und am 14. November 1731 als Seconde-Lieutenant. Mit dem Regiment nahm er am Rheinfeldzug von 1734 teil und wurde am 15. April 1735 zum Premier-Lieutenant befördert. Am 20. Januar 1741 erhielt er seinen erbetenen Abschied und folgte seinem Vorgesetzten Oberst Ernst Christoph von Nassau in preußische Dienste. Dort wurde er Hauptmann im Dragoner-Regiment Nr. 11, wieder unter Nassau.
Während des Ersten Schlesischen Krieges belagerte er als Hauptmann die Festung Neisse. Erfolgreich kämpfte er mit Unterstützung seiner Brüder Samuel-Ludwig und Isaak mit seiner kleinen Einheit bei Nappa-Gödel in Mähren (nahe der Stadt Napajedla) gegen ein übermächtiges, feindliches Husaren-Regiment. Dafür erhielt er den Orden Pour le Mérite. Am 14. März 1744 wurde er zum Major befördert.
Vor dem Zweiten Schlesischen Krieg erkundete er für den König das Gelände von Dresden die Elbe hinauf bis nach Prag. Über den schriftlichen Bericht zeigte sich der König sehr zufrieden. Am 4. Juni 1745 kämpfte er in der Schlacht bei Hohenfriedberg und bei der Belagerung von Cosel. Am 11. Oktober 1750 wurde er zum Dragoner-Regiment Nr. 6 versetzt, dort wurde er am 26. Juni 1751 Oberstleutnant und am 12. Juni 1755 Oberst.
Im Siebenjährigen Krieg am 30. August 1757 kämpfte Froideville in der Schlacht bei Groß-Jägersdorf. Aus dem Winterlager in Mecklenburg zog das Regiment zum Kampf gegen die Schweden ins damals Schwedische Pommern.
Im Winter 1757/1758 befehligte er die Kavallerie in Mecklenburg. Für die Disziplin seiner Truppen erhielt er viel Lob. Im Juni 1758 wurde er zum Generalmajor erhoben und bekam das Kommando in Dragoner-Regiment Nr. 6. In der Schlacht bei Zorndorf am 25. August 1758 wurde er in den Kopf geschossen und schwer verletzt nach Frankfurt an der Oder gebracht, wo er am 3. September verstarb. Er wurde in der dortigen Reformierten Kirche begraben.

## Familie
Gabriel Monod von Froideville heiratete Christiane Eusebia von Kalckreuth, eine Tochter des kursächsischen Majors Hans Ernst von Kalckreuth, Erbherr von Ober- und Nieder-Siegersdorf und dessen Frau Sophie Elisabeth von Bülow. Die Witwe heiratet später noch ihren Vetter, den Geheimrat von Bülow. Der Feldmarschall Friedrich Adolf von Kalckreuth war ein Bruder von Christiane Eusebia von Kalckreuth.